# Военно-воздушные силы Турции
Военно-воздушные силы Турции (тур. Türk Hava Kuvvetleri) — один из видов вооружённых сил Турецкой Республики.
ВВС Турции были основаны в 1911 году, однако практически прекратили существование после Первой мировой войны и в 1920-е годы воссоздавались заново. К 1940 году Турция располагала крупнейшими ВВС в регионе Ближнего Востока и Балканского полуострова. Турецкие военно-воздушные силы участвовали во вторжении на Кипр (1974) и в военных операциях на Балканах в 1990-е годы, а также периодически привлекаются к военным действиям внутри страны.

## История

### Участие в конфликтах
Турецко-греческая война

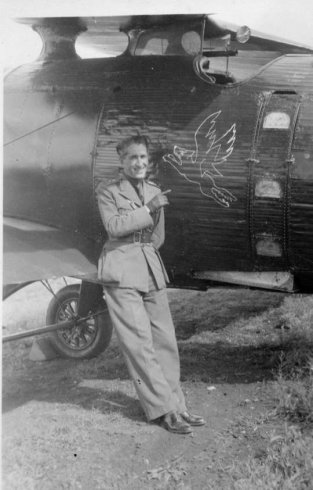
Гусейн Хан Тургут в ВВС Турции в 1930-е годы.

Первые воздушные бои турецкие ВВС провели во время второй греко-турецкой войны (1919—1922).
9 июня 1921 года греческим самолётом был сбит турецкий Breguet.
12 июля 1921 года греческим самолётом был сбит ещё один турецкий Breguet.
26 августа 1922 года по турецким заявлениям турецкие ВВС сбили один греческий самолёт. Согласно официальному списку потерь греческих самолётов в этот день греческие ВВС потерь не имели.
1 сентября 1922 года по турецким заявлениям турецкие ВВС сбили один греческий самолёт. Согласно официальному списку потерь греческих самолётов в этот день греческие ВВС потерь не имели.
Турецко-болгарский конфликт
9 февраля 1948 года пара истребителей Spitfire LF Mk IX ВВС Турции (пилоты Мендерес и Хулки) нарушила болгарское воздушное пространство. Болгары открыли огонь на поражение и сбили оба «Спитфайра» в районе прибрежного города Созопол. Первый турецкий пилот Кемаль Мендерес погиб, второй Талат Хулки катапультировался, получил ранения при падении и был арестован.
Турецко-иракские инциденты
В 1962 году иракские бомбардировщики наносили удары по позициям курдских вооружённых формирований на границе, а также по договорённости совершали атаки по отступающему противнику на турецкой территории. 9 июля два иракских бомбардировщика по ошибке сбросили бомбы на турецкий блокпост. 15 августа иракские самолёты обстреляли из пушек турецкую деревню Бискан и сбросили восемь бомб на блокпост турецкой армии, 2 турецких солдата было убито и 1 ранен.
- 16 августа 1962 года пара бомбардировщиков Ил-28 8-й эскадрильи ВВС Ирака во время преследования курдов сбросила бомбы на турецкую деревню Бискан, в результате чего почти всё поселение сгорело[10]. Поднявшиеся на перехват истребители F-84F Thunderstreak ВВС Турции перехватили один иракский бомбардировщик Ил-28 (р/н 432, с/н 566065040[11]) и сбили его[12]. Иракский пилот погиб[13].

На этом конфликт с участием авиации не прекратился, 17 августа иракский посол потребовал от Турции компенсацию за сбитый турецкими истребителями самолёт. Турция отказалась выплачивать компенсацию, в результате чего 19 августа иракская авиация совершила массированный авиаудар по приграничным объектам, разрывы бомб отмечались на территории 6 турецких населённых пунктов. Как либо отвечать ВВС Турции в этот раз не стали.
- 14 сентября 1983 года в ходе ирано-иракской войны турецкий истребитель F-100F Super Sabre (р/н 56-3904, с/н 243-179) 182-й эскадрильи ВВС Турции нарушил иракское воздушное пространство и был перехвачен истребителем Mirage F1EQ (б/н 4014) 79-й эскадрильи ВВС Ирака. Попаданием ракет «воздух-воздух» Super R530F «Супер Сейбр» был сбит. Победу одержал иракский пилот Халед Аргиани, турецкие лётчики лейтенанты Тайфун Булган и Муаммер Ченгиз катапультировались и попали в плен к курдам[15][16].

Турецко-греческий конфликт на Кипре

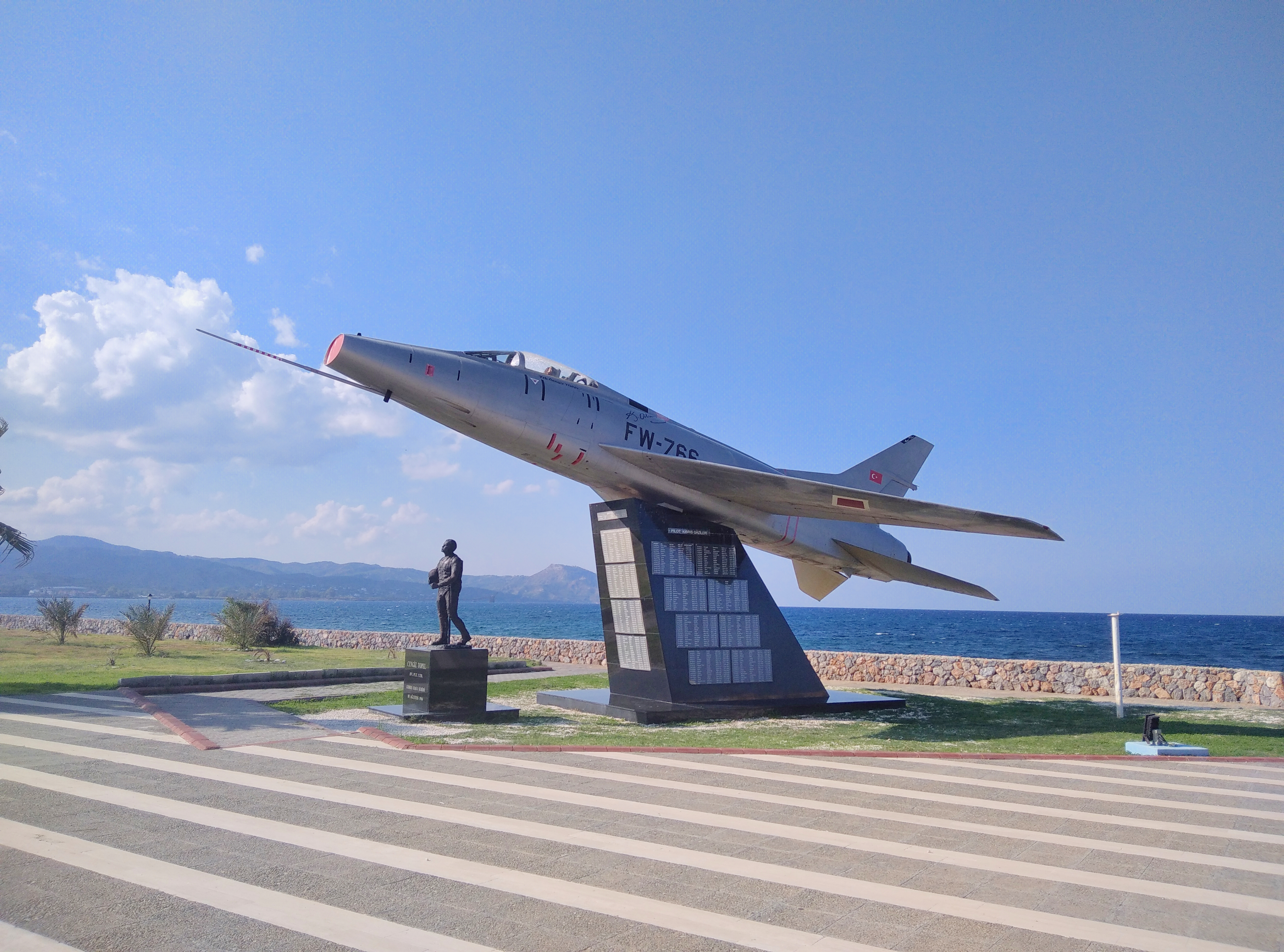
Памятник турецкому пилоту Дженгизу Топелю сбитому на своем F-100 «Супер сейбре» в ходе Кипрского конфликта в 1964 году

В 1960-х годах основная напряжённость перешла на спорный остров Кипр.
9 августа 1964 года турецкие истребители F-100 атаковали греческие патрульные катера возле кипрского порта Гемиконаги. В результате атаки два катера загорелось, однако ответным огнём был сбит один турецкий F-100D.
5 июня 1964 года во время возвращения после разведывательного полёта над Кипром в Средиземное море рухнул реактивный самолёт-разведчик RF-84F Thunderstreak ВВС Турции (с/н 52-8871), пилот старший лейтенант Мустафа Шербетки погиб (л/н 1957-209).
25 ноября 1967 года при посадке на авиабазу Инджирлик после разведывательного полёта над Кипром разбился реактивный самолёт-разведчик RF-84F Thunderstreak ВВС Турции (с/н 52-8750), пилот капитан Текин Ирдабак погиб (л/н 1958-130).
В 1974 году турецкие ВВС использовались наиболее интенсивно во время операции на Кипре. Крупнейшей операцией турецких ВВС стало морское сражение у Пафоса. За менее чем месяц боевых действий понесли значительные потери (8 F-100, 2 F-102, 1 F-104, 1 T-33, 1 RF-84 и 1 Do.28), большая часть из которых была потеряна в первые дни войны.
В 1985—1986 годах имели место перехваты и маневрирование между греческими F-4E Phantom II и турецкими F-104G Starfighter, по неподтверждённой информации во время этих перехватов разбилось два турецких «Старфайтера».
8 февраля 1995 года турецкий F-16, залетевший в греческое воздушное пространство, был перехвачен двумя греческими истребителями Mirage F1. При попытке уйти от преследования «Миражей» у F-16 кончилось горючее и турецкий пилот катапультировался. F-16 рухнул в Егейское море.
28 декабря 1995 года пара турецких истребителей F-4E Phantom, вооружённых ракетами «воздух-воздух», вторглась в греческое воздушное пространство в районе острова Лесбос. На перехват были подняты два греческих истребителя F-16C Fighting Falcon 111-й эскадрильи ВВС Греции. В ходе воздушного боя один турецкий «Фантом» (с/н 67-0301) рухнул в море, пилот Альтуг Карабурун был убит, оператор Огуз Кирал был арестован. Победу одержал греческий пилот 1-й лейтенант Г. Теокаридос.
8 октября 1996 года греческим истребителем Mirage 2000 был сбит турецкий F-16D, один из членов экипажа которого погиб. Информация об этом случае скрывалась обеими сторонами и была признана турецким представителем только в 2003 году.
5 ноября 1997 года разбился турецкий истребитель F-4E после воздушного боя с неизвестным греческим истребителем.
23 мая 2006 года пара греческих F-16C вылетела на перехват двух RF-4E и двух F-16C, нарушивших воздушное пространство. В ходе перехвата нарушителей в 15 км от острова Карпатос над морем произошло столкновение греческого и турецкого F-16, оба самолёта разбились. Греческий пилот погиб, турецкий выжил.
Инцидент на советской границе
24 августа 1976 года пара турецких истребителей-разведчиков RF-5A Freedom Fighter ВВС Турции в ходе проведения разведки пересекла территорию Армянской ССР, следуя на высоте 7600 метров. Пусками расчёта советского зенитно-ракетного комплекса С-125 один нарушитель был сбит, обломки сбитого истребителя рухнули на турецкой территории, там же и приземлился катапультировавшийся турецкий пилот старший лейтенант Сахир Бесерен. Долгое время ошибочно считалось что это самолёт был типа F-100 Super Sabre.
Турецко-курдский конфликт (на территории Турции)

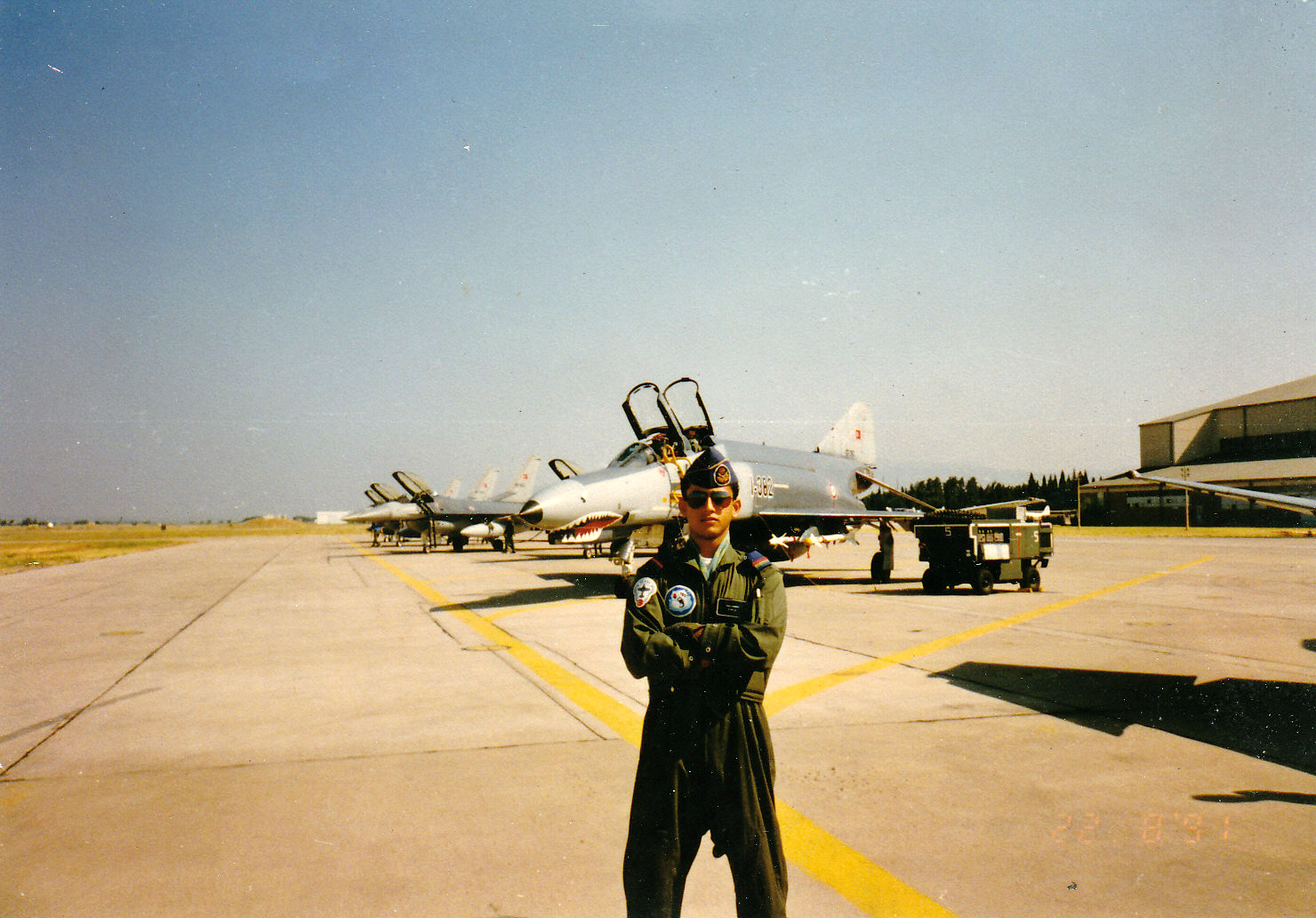
Пилот ВВС Турции на фоне тактического истребителя F-4 Phantom II в 1991 году

31 августа 1979 года между Банехом и Мариваном два турецких вертолёта Bell-212 были обстреляны из стрелкового оружия. Оба вертолёта получили повреждения и смогли вернуться на базу.
1 апреля 1988 года в деревне Мардин курды из РПГ-7 сбили турецкий полицейский вертолёт UH-1 Хьюи, лётчик погиб.
11 апреля 1998 года возле турецкого н.п. Беста курды сбили турецкий военный вертолёт S-70A «Чёрный Ястреб». Было убито два турецких члена экипажа.
27 ноября 1998 года в районе Хаккари курды огнём стрелкового оружия сбили турецкий военный вертолёт S-70A «Чёрный Ястреб». Было убито 17 турецких членов экипажа.
5 марта 1999 года в районе Хаккари курды сбили турецкий военный вертолёт S-70A «Чёрный Ястреб». О выживших из 20 членов экипажа на борту неизвестно.
22 июля 2005 года в районе Хаккари при попытке высадить десант разбился турецкий военный вертолёт S-70A «Чёрный Ястреб». Ранено 6 членов экипажа.
7 декабря 2006 в районе города Бингол при посадке подорвался на мине турецкий военный вертолёт S-70A «Чёрный Ястреб». 1 из 6 членов экипажа был убит.
16 октября 2008 года в районе Хаккари разбился турецкий военный вертолёт S-70A «Чёрный Ястреб», перевозивший подкрепление к ведущим перестрелку с курдами вооружённым формированиям. В результате крушения погиб один турецкий солдат, ещё 15 было ранено, включая одного генерала.
До 2011 года четыре турецких вертолёта AH-1W «Супер-Кобра» были сбиты курдами (включая сбитый в мае 1997 года).
10 ноября 2012 года в районе Первари провинции Сиирт во время боевого задания разбился турецкий военный вертолёт S-70A «Чёрный Ястреб». Погибли все 3 пилота и 14 членов спецподразделения.
10 августа 2015 года в восточном районе провинции Сирнак во время взлёта курдами был обстрелян турецкий военный вертолёт S-70A «Чёрный Ястреб». Из 10 членов экипажа 1 был убит и 7 ранены.
13 мая 2016 года курды с помощью ПЗРК «Игла» сбили ещё один, пятый по счёту турецкий вертолёт AH-1W «Супер-Кобра», два члена экипажа было убито.
20 декабря 2016 года при взлёте с аэродрома Диярбакыр разбился турецкий F-16C, пилот катапультировался. Турецкая сторона заявила что не знает что стало причиной потери самолёта. Курды в этот день заявляли о сбитии одного F-16.
8 июня 2017 года в горном районе Гювенк во время посадки турецкий военный вертолёт S-70A «Чёрный Ястреб» получил попадание из РПГ курдов. Экипаж выжил, однако вертолёт восстановлению не подлежал.
Вторжение в Ирак
1 июля 1992 турецкий истребитель CF-104 Starfighter 182 Filo выполнял разведывательный полёт по поиску опорного пункта курдского ополчения. Турецкий самолёт случайно нарушил границу Ирака, после чего с ним пропала связь и он рухнул у города Бандирма, пилот погиб.
В мае-июле 1997 года Турция при поддержке авиации осуществила вторжение на территорию северного Ирака (операция «Кувалда»), где столкнулась с курдским ополчением, вооружённым ПЗРК «Стрела-2М». 18 мая 1997 года, на четвёртый день операции, курды в горном районе Зап пуском одной «Стрелы» сбили турецкий вертолёт AH-1W «Супер Кобра», оба члена экипажа которого погибли.
4 июня 1997 в районе Хаккари курды одним пуском «Стрелы» сбили турецкий полицейский вертолёт AS-532UL Cougar. Весь экипаж из 3 человек и 8 пассажиров погибли, причём 4 из них были пилотами звена истребителей «Фантом», вылетевших для ознакомления с местом для нанесения удара.
Инцидент на иранской границе в 1999 году
6 мая 1999 года турецкая армия совершала операцию в приграничной с Ираном территории.
7 мая 1999 года боевые вертолёты ВВС Турции пересекли границу Ирана и обстреляли группу лиц на лошадях возле иранской деревни Раздех у горы Барагавр (Baragawr). После этого турецкие вертолётчики высадили десант. В результате от огня вертолётов (применялись НУРС) и десанта было убито 7 персов-жителей деревни и 32 лошади. Турецкие официальные лица заявили что перепутали иранцев с курдскими повстанцами. В результате судебного разбирательства, Турция в мае 2002 года выплатила 175 тысяч долларов в качестве компенсации за убийство жителей Раздеха, по 25 тысяч за каждого.
Турецко-сирийский конфликт
21 октября 1989 года над территорией провинции Хатай турецкий правительственный самолёт BN-2 Islander (р/н TC-KUN, с/н 272) был сбит огнём пушки сирийского истребителя МиГ-21бис, были убиты все 5 членов экипажа.
Вторжение в Афганистан
23 марта 2010 года возле города Вардак разбился турецкий военный вертолёт S-70A «Чёрный Ястреб», все 4 члена экипажа выжили.
16 марта 2012 года в районе Кабула турецкий военный вертолёт S-70A «Чёрный Ястреб» врезался в жилой дом. В результате крушения погибли все 12 турецких членов экипажа и 4 афганца, включая 2 детей.
Гражданская война в Сирии
22 июня 2012 года турецкий самолёт-разведчик RF-4ETM 173 Filo (а/б Эрхач) нарушил сирийское воздушное пространство и был сбит ПВО Сирии. Самолёт упал в море на траверзе населённого пункта Ом Аль-Тоюр.
24 ноября 2015 года турецкие истребители F-16 над территорией Сирии сбили бомбардировщик Су-24М ВКС России, катапультировавшийся пилот был расстрелян протурецкими террористами, второй был спасён сирийским спецназом.
10 февраля 2018 года возвращавшийся после нарушения сирийского воздушного пространства турецкий боевой вертолёт T-129 ATAK над территорией турецкой провинции Хатай был сбит курдами. Два члена экипажа было убито.
12 февраля 2018 года возле города Африн курды сбили турецкий беспилотный самолёт.
В конце февраля 2020 года ударные дроны ВВС Турции сыграли решающую роль в захвате сирийского города Серакиб ССА и Аль-Каидой. Сирийская армия понесла ощутимые потери и была вынуждена отойти из города. Через несколько дней Серакиб сирийская армия вернула под свой контроль.
25 февраля 2020 года в районе сирийского города Дадика ПВО Сирии был сбит турецкий ударный БПЛА ANKA-S.
С конца 25 до конца 28 февраля (время контрнаступления террористов) повреждения различной степени получили 23 сирийских танка, 16 БМП и 9 систем РСЗО. Значительная часть была поражена атаками БПЛА.
1 марта в провинции Идлиб ПВО Сирии были сбиты от 1 до 3 турецких ударных БПЛА ANKA-S.
В этот же день, 1 марта турецкие истребители над территорией Сирии перехватили и атаковали несколько сирийских бомбардировщиков Су-24. Один из бомбардировщиков был сбит попаданием ракеты, ещё один Су-24 также получил попадание ракеты, однако самолёт остался управляемым и успешно вернулся на аэродром.
В этот же день, 3 марта самолёт L-39 ВВС Сирии разбился в провинции Идлиб, одной из причин называлась атака турецкого истребителя, пилот катапультировался над вражеской территорией, но был спасён сирийской поисково-спасательной группой.
5 марта в районе Айн-Исса (север Сирии) курдами был сбит турецкий разведывательный БПЛА.
Для противодействия турецким БПЛА использовались 4 ЗРПК Панцирь-С1, а также несколько ЗРК «БУК». 2 из 4 «Панцирей» получили повреждения во время атак БПЛА, уровень повреждений был оценён как ремонтопригодный.
Исследователи указывали что Сирия в феврале оказалась не готова к отражению массированных ударов дронами и к моменту когда ПВО Сирии начало свою работу, дроны ВВС Турции успели нанесли ощутимые потери сирийской армии. Также отмечалось, что одной из причин успеха применения БПЛА стало маленькое расстояние, необходимое для подлёта к цели. В противовес этому отмечалось, что в это же время в Ливии турецким дронам приходилось пролетать большое расстояние до цели, и именно это стало причиной очень тяжёлых потерь турецкой авиации на этом театре военных действий.
Гражданская война в Ливии
В ходе гражданской войны в Ливии Турция использует ударные и разведывательные БПЛА для ударов по ЛНА.
Первые БПЛА в Ливию были доставлены в конце весны 2019 года на авиабазу в Мисрате. Для их контроля были доставлены два грузовика Ford 2533. Всего за май и июнь были доставлены 11 турецких БПЛА. К декабрю 2019 пришли ещё две партии беспилотников для замены сбитых.
Турецкая авиация понесла большие потери в этом конфликте. По данным на весну 2020, более 35 турецких БПЛА были сбиты или уничтожены ПВО и ВВС ЛНА (потери по техническим причинам неизвестны). Из низ 25 штук были сбиты либо уничтожены на земле до сентября 2019 года и более 10 было сбито в последующий период. Подавляющее большинство потерь составляли ударные БПЛА Bayraktar TB2, стоимостью 5 миллионов долларов каждый. Основным способом сбития большинства турецких летательных аппаратов стал огонь ЗРПК «Панцирь» (на апрель 2020 к потерям от их огня относили 28 TB2).
16 мая 2019 года по заявлениям израильских источников ЛНА в районе Аль-Джуфры сбили турецкий ударный беспилотный самолёт Bayraktar TB2.
6 июня 2019 года авиация Хафтара вскрыла местонахождение пункта управления БПЛА в аэропорту Митига и нанесла по нему авиаудар. В результате удара были уничтожены 3 летательных аппарата, 2 турецких БПЛА Bayraktar TB2 и 1 самолёт ПНС. Также был разрушен сам пункт управления, раненые турецкие военнослужащие были эвакуированы.
30 июня 2019 года силы ЛНА сбили турецкий ударный беспилотный самолёт Bayraktar TB2.
В конце июня 2019 года турецкий ударный беспилотный самолёт Bayraktar TB2, взлетевший с аэродрома в Триполи, был сбит истребителем ЛНА.
29 июля 2019 года два турецких БПЛА Orbiter 3 израильского производства были сбиты в Ливии с помощью ЗРПК Панцирь-С1. Было выяснено что два дроны были из партии трёх поставленных Турцией.
В сентябре 2019 года были сбиты 3 турецких ударных беспилотных самолёта Bayraktar TB2.
22 октября 2019 года в Мисрате авиаударом ЛНА был уничтожен склад с ракетами для турецких БПЛА.
2 марта 2020 года в районе перекрёстка Хела в Триполи был сбит турецкий беспилотный самолёт.
31 марта 2020 года в Ливии были сбиты 2 турецких ударных беспилотных самолёта Bayraktar TB2.
5 апреля 2020 года в районе Аль-Ушка был сбит турецкий ударный Bayraktar TB2.
В среднем Турция задействовала в Ливии около 20 БПЛА TB2 одновременно.
Восстание в Турции
Во время попытки военного переворота в Турции в июле 2016 года авиация использовалась как восставшей частью населения, так и лоялистами.
В ходе авиаударов по президентскому дворцу, полицейским участкам и другим госучреждениям турецкими F-16 (восставших) было убито около 70 и ранено около 100 турецких лоялистов, также на земле был уничтожен один турецкий вертолёт S-70 вместе с экипажем.
Несколько турецких вертолётов (восставших) было сбито турецкими истребителями F-16 лоялистов.
Восстание привело к потере Турцией большей части лётчиков боевых истребителей. В результате репрессий более 300 пилотов F-16 были брошены в тюрьмы и уволены из вооружённых сил.

### Крупнейшие инциденты
Крупнейшие инциденты в мирное время в участием ВВС Турции:
Самый трагический инцидент в истории турецких ВВС произошёл в 1962 году на территории Турции. Тогда пилот турецкого истребителя F-100C «Супер Сейбр» не справился с управлением и он врезался в пассажирский поезд, в результате катастрофы погибло 250 человек.
В этом же году, 1 июня 1962 в Турции произошла крупная авиакатастрофа, опять с истребителем F-100 «Супер Сейбр». Во время авиашоу в районе авиабазы Эскишехир F-100 рухнул на стоянку с военными самолётами и зрителями, собравшихся возле них. Погибло и было ранено около 50 зрителей и военных, уничтожено и повреждено от 9 до 11 боевых самолётов ВВС Турции. Катастрофа имела настолько сильный психологический эффект, что всех будущих пилотов, кто обучался летать на F-100, приводили к памятнику на месте катастрофы.
22 сентября 1981 года пилот истребителя F-5A «Фридом Файтер» ВВС Турции в районе турецкого города Кыркларели не справился с управлением и врезался в казармы турецкой армии. Крушение привело к очень тяжёлым последствиям. Погибло 66 военнослужащих, сам пилот Изб Мустафа Озкан, 65 солдат в казармах, также 72 солдата получили ранения.

## Структура

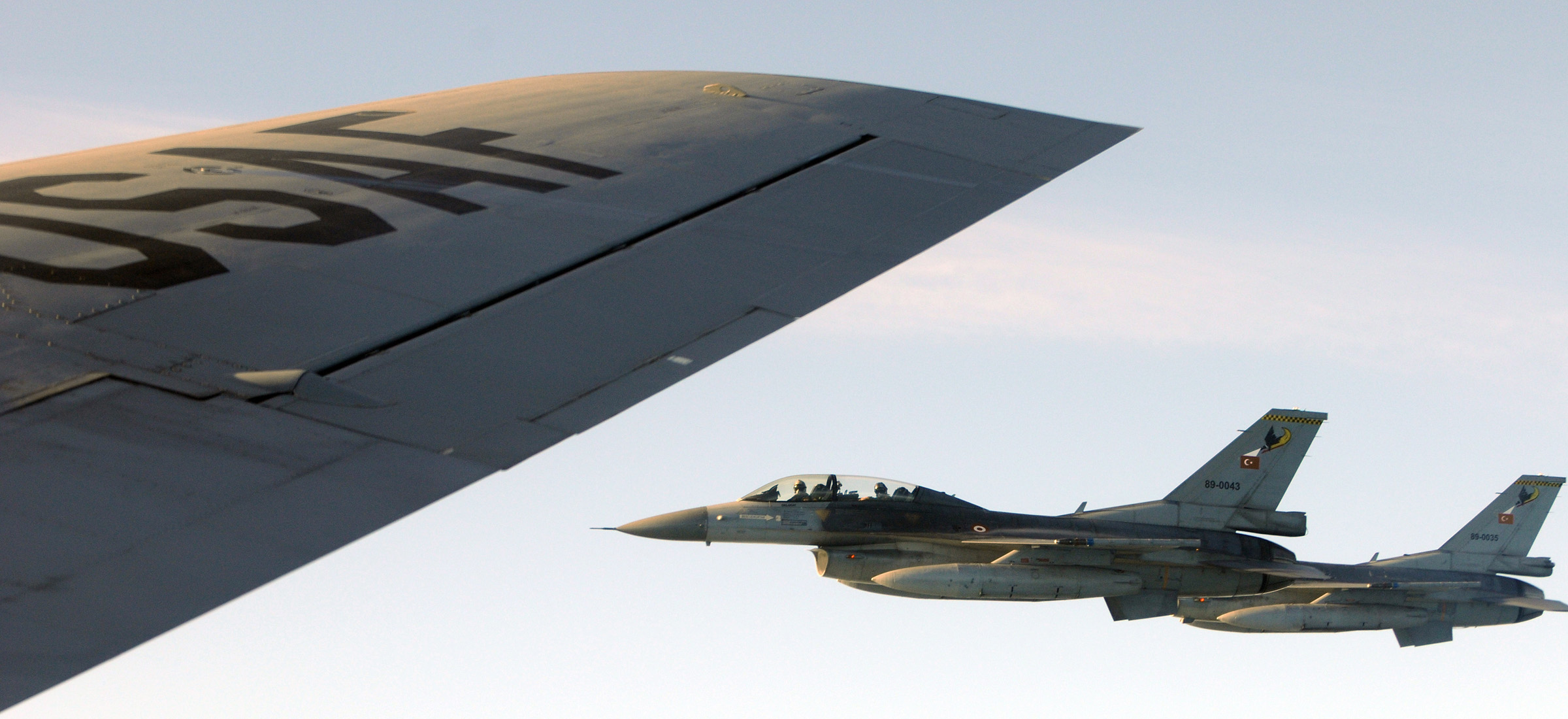
Пара истребителей F-16 ВВС Турции над Северным морем в ходе международных учений Bold Avenger 2009

По состоянию на 2009 г. ВВС Турции организационно включают 
- Штаб (Анкара)
- 1 Тактическое авиационное командование (ТАК) (Эскишехир)
  - 1 авиационная база (АвБ) (Эскишехир)
  - 4 АвБ (Акынджи)
  - 6 АвБ (Бандырма)
  - 9 АвБ (Балыкесир)
  - 15 база ЗУР «Найк-Геркулес» (Алемдар)
- 2 ТАК (Диярбакыр)
  - 5 АвБ (Мерзифон)
  - 7 АвБ (Эрхач)
  - 8 АвБ (Диярбакыр)
- 10 отдельная АвБ самолётов-заправщиков (Инджирлик)
- 11 отдельная транспортная АвБ (Этимесгут)
- 12 отдельная транспортная АвБ (Эркилет)
- Учебное авиационное командование (Измир)
  - 2 учебная авиаэскадрилья (Чигли)
  - 3 учебная авиаэскадрилья (Конья)
  - Училище ВВС «Хава харп окулу» (Стамбул)
  - Училище служб ВВС и учебный центр (Измир)
  - Учебный центр ПВО (Сиврихисар)
- Командование тыла (Анкара)

## Пункты базирования
Основные авиационные базы:
- Бакыркёй, совместное базирование в аэропорту им. Ататюрка 40°58′55″ с. ш. 28°48′37″ в. д.HGЯO
- Балыкесир 39°37′27″ с. ш. 27°55′32″ в. д.HGЯO
- Диярбакыр 37°53′50″ с. ш. 40°12′00″ в. д.HGЯO
- Измир
- Инджирлык 36°59′57″ с. ш. 35°25′14″ в. д.HGЯO
- Кайсери 38°46′22″ с. ш. 35°29′45″ в. д.HGЯO
- Конья
- Чигли
- Чорлу
- Эрхач
- Эскишехир

## Боевой состав
По состоянию на 2009 г.:
Численность личного состава — 60 тыс. чел.
Налёт лётчиков — 180 часов/год
Боевая авиация — 21 эскадрилья:
- истребительно-бомбардировочных — 8
- истребительные ПВО — 7
- разведывательные — 2
- учебно-боевые — 4.

Вспомогательная авиация — 11 эскадрилий:
- транспортные — 5
- учебные — 5
- транспортно-заправочные — 1.

## Вооружение и военная техника
| Изображение                     | Тип                                            | Производство             | Назначение | Количество                                                      | Примечания                                                 |
| Боевые самолёты                 | Боевые самолёты                                | Боевые самолёты          | Боевые самолёты | Боевые самолёты                                                 | Боевые самолёты                                            |
| ------------------------------- | ---------------------------------------------- | ------------------------ | --- | --------------------------------------------------------------- | ---------------------------------------------------------- |
|                                 | Canadair NF-5ACanadair NF-5B                   | Канада                   | многоцелевой истребительучебный истребитель                                                                                | 1710                                                            | Американский самолёт F-5 по лицензии производился в Канаде |
|                                 | F-16C Block 30F-16C Block 50F-16C Block 50+    | Турция                   | многоцелевой истребитель                                                                                                   | 2716214                                                         |                                                            |
|                                 | F-16D Block 30F-16D Block 50F-16D Block 50+    | Турция                   | многоцелевой истребитель                                                                                                   | 83316                                                           |                                                            |
|                                 | Northrop F-5ANorthrop F-5B                     | США                      | многоцелевой истребительучебный истребитель                                                                                | 188                                                             | 48 модернизируются до F-5S                                 |
|                                 | F-4E Phantom                                   | США                      | многоцелевой истребитель                                                                                                   | 19                                                              |                                                            |
| Транспортные самолёты           |                                                |                          | |                                                                 |                                                            |
|                                 | Boeing 737—700Boeing 737-700BBJBoeing 737AEW&C | США                      | транспортный самолётадминистративный самолётсамолёт раннего предупреждения и контроля (Airborne Early Warning and Control) | 14                                                              |                                                            |
|                                 | Boeing KC-135R                                 | США                      | самолёт-топливозаправщик                                                                                                   | 7                                                               |                                                            |
|                                 | CASA CN-235M EW                                | Испания                  | самолёт наблюдения | более 2                                                         |                                                            |
| Tusas CN-235M                   | Турция                                         | транспортный самолёт     | 45 | Испанский самолёт CASA CN-235 по лицензии производился в Турции |                                                            |
|                                 | Cessna 650 Citation VII                        | США                      | административный самолёт                                                                                                   | 2                                                               |                                                            |
| Cessna Citation 550 II          | США                                            | административный самолёт | 2 |                                                                 |                                                            |
|                                 | Gulfstream 550                                 | США                      | пассажирский | 1                                                               |                                                            |
|                                 | Beechcraft King Air 350                        | США                      | разведывательный самолёт                                                                                                   | 5                                                               |                                                            |
|                                 | Lockheed C-130BLockheed C-130E                 | США                      | транспортный самолёт | 612                                                             |                                                            |
| Lockheed C-130R                 | США                                            | транспортный самолёт     | 8 |                                                                 |                                                            |
| Lockheed C-130H                 | США                                            | транспортный самолёт     | 1 |                                                                 |                                                            |
|                                 | Transport Allianz C.160DTransall               | Франция/ Германия        | транспортный самолёт | 13                                                              | 12 транспортных и 1 разведывательный                       |
|                                 | Raytheon 200                                   | США                      | административный самолёт                                                                                                   | 6                                                               |                                                            |
|                                 | Airbus A400M                                   | Airbus Military          | транспортный самолёт | 9                                                               |                                                            |
| Учебные самолёты                |                                                |                          | |                                                                 |                                                            |
|                                 | Cessna T-37BCessna T-37C                       | США                      | учебно-тренировочныйучебно-боевой                                                                                          | 2035                                                            |                                                            |
|                                 | Cessna T-41D                                   | США                      | учебно-тренировочный | 25                                                              |                                                            |
|                                 | Northrop T-38 A/M                              | США                      | учебно-тренировочный | 70                                                              |                                                            |
|                                 | SIAI-Marchetti SF.260D                         | Италия                   | учебно-тренировочный | 33                                                              |                                                            |
|                                 | Socata TB.20                                   | Франция                  | учебно-тренировочный | 7                                                               |                                                            |
|                                 | KAI KT-1 Woongbi                               | Корея                    | учебно-тренировочный | 40                                                              |                                                            |
| Вертолёты                       |                                                |                          | |                                                                 |                                                            |
|                                 | Bell 205 (UH-1H)                               | США                      | многоцелевой вертолёт | 15                                                              |                                                            |
|                                 | Eurocopter AS.532ALEurocopter AS.532UL         | Франция                  | многоцелевой вертолёттранспортный вертолёт                                                                                 | 6 14                                                            |                                                            |
| Системы ПВО                     |                                                |                          | |                                                                 |                                                            |
|                                 | С-400                                          | Россия                   | ЗРК большой и средней дальности                                                                                            | 32                                                              |                                                            |
|                                 | MIM-14                                         | США                      | ЗРК средней дальности | н/д                                                             |                                                            |
|                                 | «Rapier»                                       | Великобритания           | ЗРК ближней дальности | н/д                                                             |                                                            |
|                                 | MIM-23 Hawk                                    | США                      | ЗРК средней дальности | н/д                                                             |                                                            |
| Беспилотный летательный аппарат |                                                |                          | |                                                                 |                                                            |
|                                 | GNAT-750                                       | США                      | Беспилотный летательный аппарат                                                                                            | 18                                                              |                                                            |
|                                 | MQ-9 Reaper                                    | США                      | Беспилотный летательный аппарат                                                                                            | 4                                                               |                                                            |
|                                 | RQ-7 Shadow                                    | США                      | Беспилотный летательный аппарат                                                                                            | 6                                                               |                                                            |
|                                 | IAI Heron                                      | Израиль                  | Беспилотный летательный аппарат                                                                                            | 9                                                               |                                                            |
|                                 | Aerostar                                       | Израиль                  | Беспилотный летательный аппарат                                                                                            | 3                                                               |                                                            |
|                                 | Bayraktar TB2                                  | Турция                   | Ударный беспилотный летательный аппарат                                                                                    | неизвестно                                                      | Использовались ВВС Турции в операции Весенний щит          |
|                                 | TAI Anka                                       | Турция                   | Многоцелевой беспилотный летательный аппарат                                                                               | более 23 единиц                                                 | 14 ANKA-S (ударный вариант) Более 9 единиц ANKA            |
|                                 | TAI Aksungur                                   | Турция                   | Ударный беспилотный летательный аппарат                                                                                    | 2                                                               | испытательные образцы, по состоянию на 2020 год            |

| Бомбы и ракеты | Бомбы и ракеты    | Бомбы и ракеты | Бомбы и ракеты                          | Бомбы и ракеты | Бомбы и ракеты                                                                                  |
| Изображение    | Тип               | Производство   | Назначение                              | Количество     | Примечания                                                                                      |
| -------------- | ----------------- | -------------- | --------------------------------------- | -------------- | ----------------------------------------------------------------------------------------------- |
|                | LANTIRN           | США            | Прицельный контейнер                    | 80             | 40 AN/AAQ-14 LANTIRN 40 AN/AAQ-13 LANTIRN                                                       |
|                |                   |                |                                         |                |                                                                                                 |
|                | GBU-12 Paveway II | США            | Управляемая бомба с лазерным наведением | неизвестно     | Paveway I и Paveway II                                                                          |
|                | AGM-88 HARM       | США            | Противорадиолокационная ракета          | неизвестно     | Высокоскоростная противорадиолокационная ракета AGM-88A                                         |
|                | AIM-9 Sidewinder  | США            | Ракета «воздух—воздух»                  | неизвестно     | AIM-9S и AIM-9X Управляемая ракета «воздух—воздух» с инфракрасной головкой самонаведения        |
|                | AIM-7E Sparrow    | США            | Ракета «воздух—воздух»                  | неизвестно     | AIM-7 Управляемая ракета «воздух—воздух» с полуактивной радиолокационной головкой самонаведения |
|                | AIM-120 AMRAAM    | США            | Ракета «воздух—воздух»                  | неизвестно     | AIM-120A/AIM-120B                                                                               |
|                | AGM-65 Maverick   | США            | Ракета «воздух—поверхность»             | неизвестно     | AGM-65A/G                                                                                       |
|                | AGM-142 Have Nap  | Израиль США    | Ракета «воздух—поверхность»             | неизвестно     |                                                                                                 |
|                | AGM-84K SLAM-ER   | США            | Ракета «воздух—поверхность»             | неизвестно     |                                                                                                 |
|                | GBU-8             | США            | Авиабомба                               | неизвестно     | GBU-8B HOBOS и GBU-15                                                                           |
|                | AGM-154           | США            | Авиабомба                               | неизвестно     | AGM-154A JSOW и AGM-154C JSOW                                                                   |
|                | MAM-C/-L          | Турция         | Боеприпас для БПЛА                      | неизвестно     | Корректируемая авиабомба с лазерным наведением, для БПЛА Bayraktar, Anka.                       |

### Ядерное оружие
По состоянию на 2016—2019 годы, на авиабазе Инджирлик размещены авиационные тактические ядерные бомбы B61, принадлежащие США, в количестве от 50 до 90 единиц. Их носителями могут быть самолёты F-16.

## Опознавательные знаки

Опознавательный знак ВВС Турции
Знак на киль

### Эволюция опознавательных знаков BBC Турции
| Опознавательный знак | Знак на фюзеляж | Знак на киль | Когда использовался       | Порядок нанесения |
| -------------------- | --------------- | ------------ | ------------------------- | ----------------- |
|                      |                 |              | 1916 — 1918               |                   |
|                      |                 |              | 1918 — 1928               |                   |
|                      |                 |              | 1928 — 1945               |                   |
|                      |                 |              | 1945 — 1972               |                   |
|                      |                 |              | с 1972 по настоящее время |                   |

## Знаки различия

### Генералы и офицеры
| Категории               | Маршалы | Генералы      | Генералы          | Генералы          | Генералы      | Старшие офицеры | Старшие офицеры | Старшие офицеры | Младшие офицеры | Младшие офицеры   | Младшие офицеры | Младшие офицеры   |
| ----------------------- | ------- | ------------- | ----------------- | ----------------- | ------------- | --------------- | --------------- | --------------- | --------------- | ----------------- | --------------- | ----------------- |
|                         |         |               |                   |                   |               |                 |                 |                 |                 |                   |                 |                   |
| Турецкое звание         | Mareşal | Orgeneral     | Korgeneral        | Tümgeneral        | Tuğgeneral    | Albay           | Yarbay          | Binbaşı         | Yüzbaşı         | Üsteğmen          | Teğmen          | Asteğmen          |
| Российское соответствие | Маршал  | Генерал-армии | Генерал-полковник | Генерал-лейтенант | Генерал-майор | Полковник       | Подполковник    | Майор           | Капитан         | Старший лейтенант | Лейтенант       | Младший лейтенант |

### Сержанты и рядовые
| Категории               | Подофицеры        | Подофицеры | Подофицеры       | Сержанты и старшины | Сержанты и старшины | Сержанты и старшины | Сержанты и старшины | Солдаты  | Солдаты |
| ----------------------- | ----------------- | ---------- | ---------------- | ------------------- | ------------------- | ------------------- | ------------------- | -------- | ------- |
| Турецкое звание         | Kıdemli Başçavuş  | Başçavuş   | Kıdemli Üstçavuş | Üstçavuş            | Kıdemli Çavuş       | Astsubay Çavuş      |                     |          | Er      |
| Российское соответствие | Старший прапорщик | Прапорщик  | нет              | Старшина            | Старший сержант     | Сержант             | Младший сержант     | Ефрейтор | Рядовой |

## Галерея

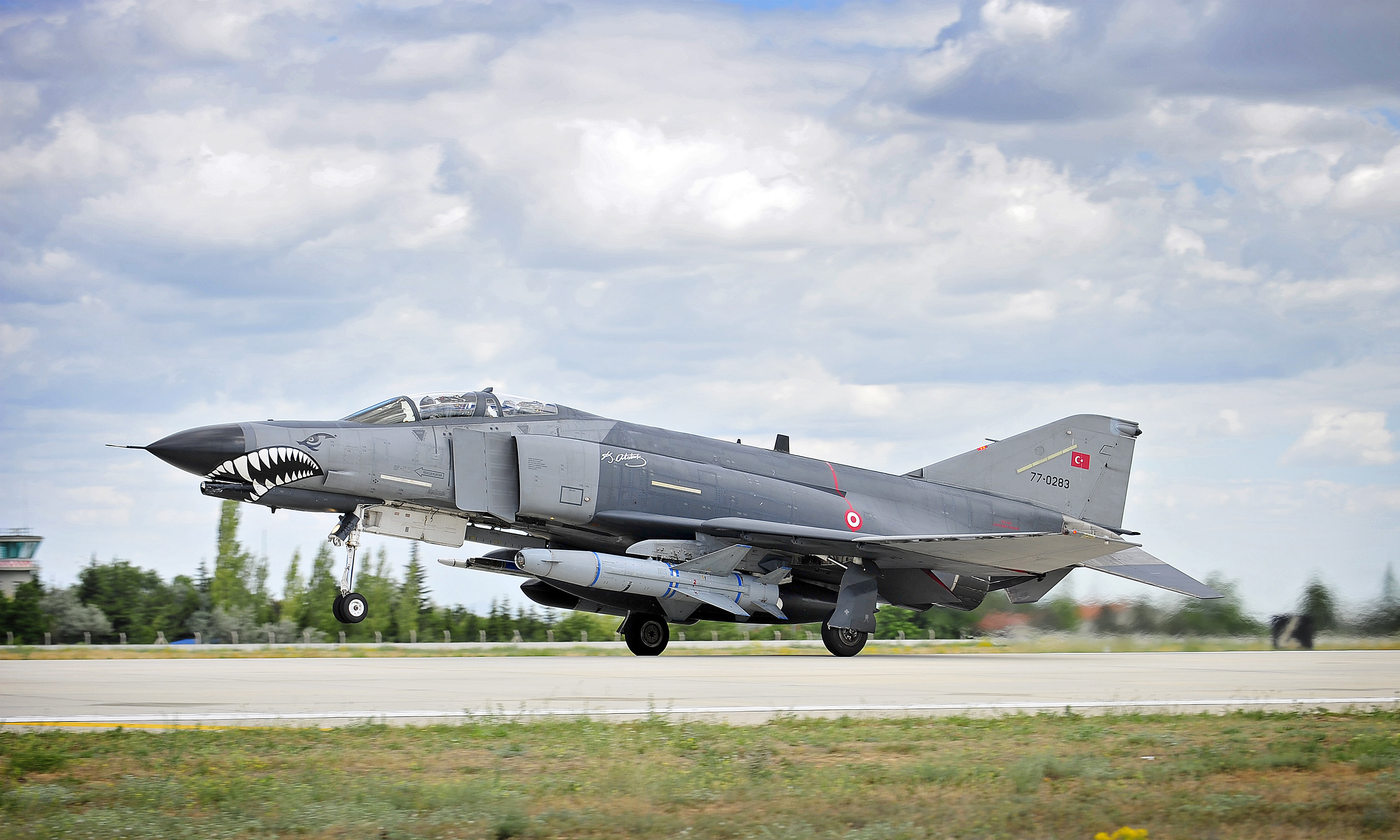
F-4E
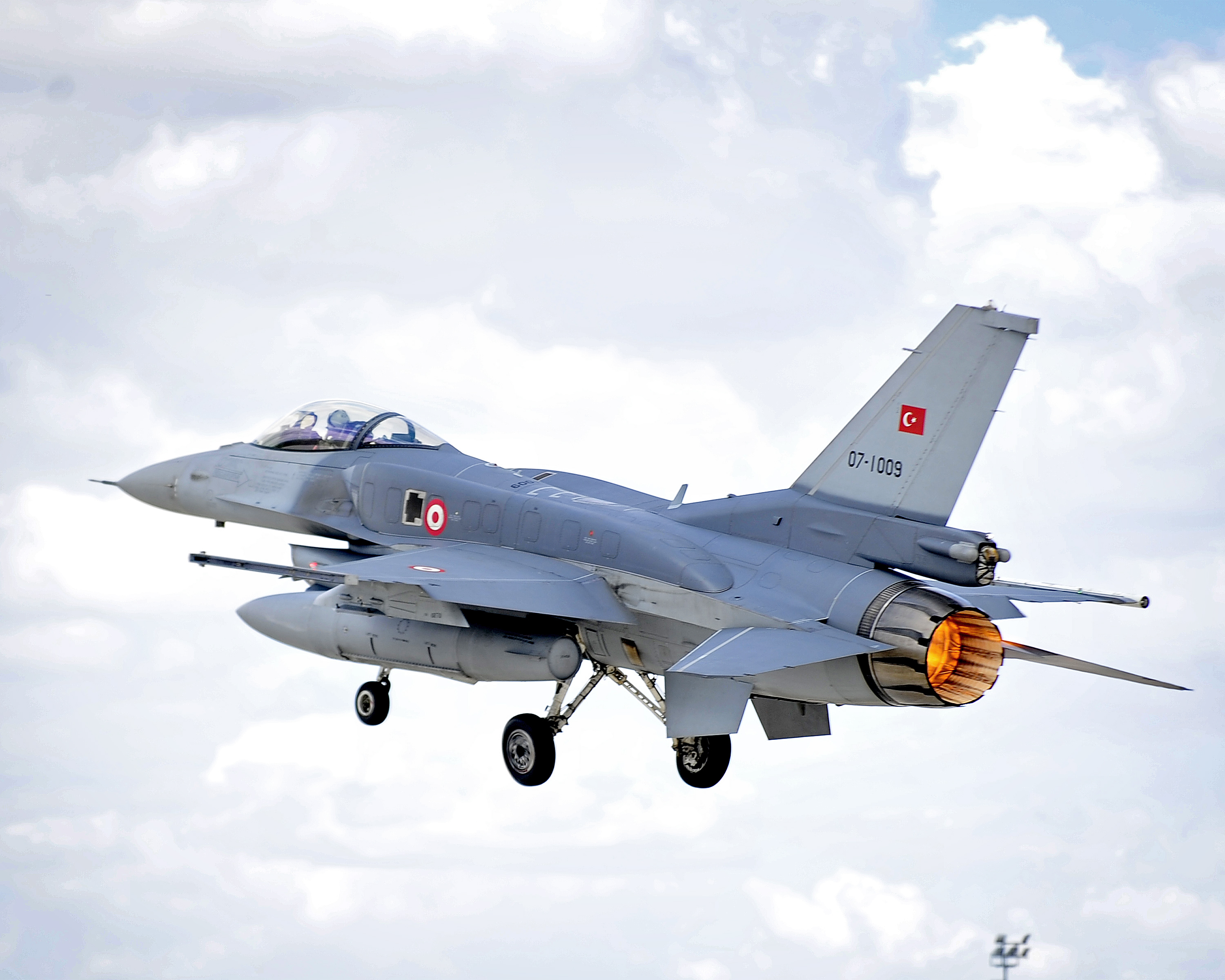
F-16C
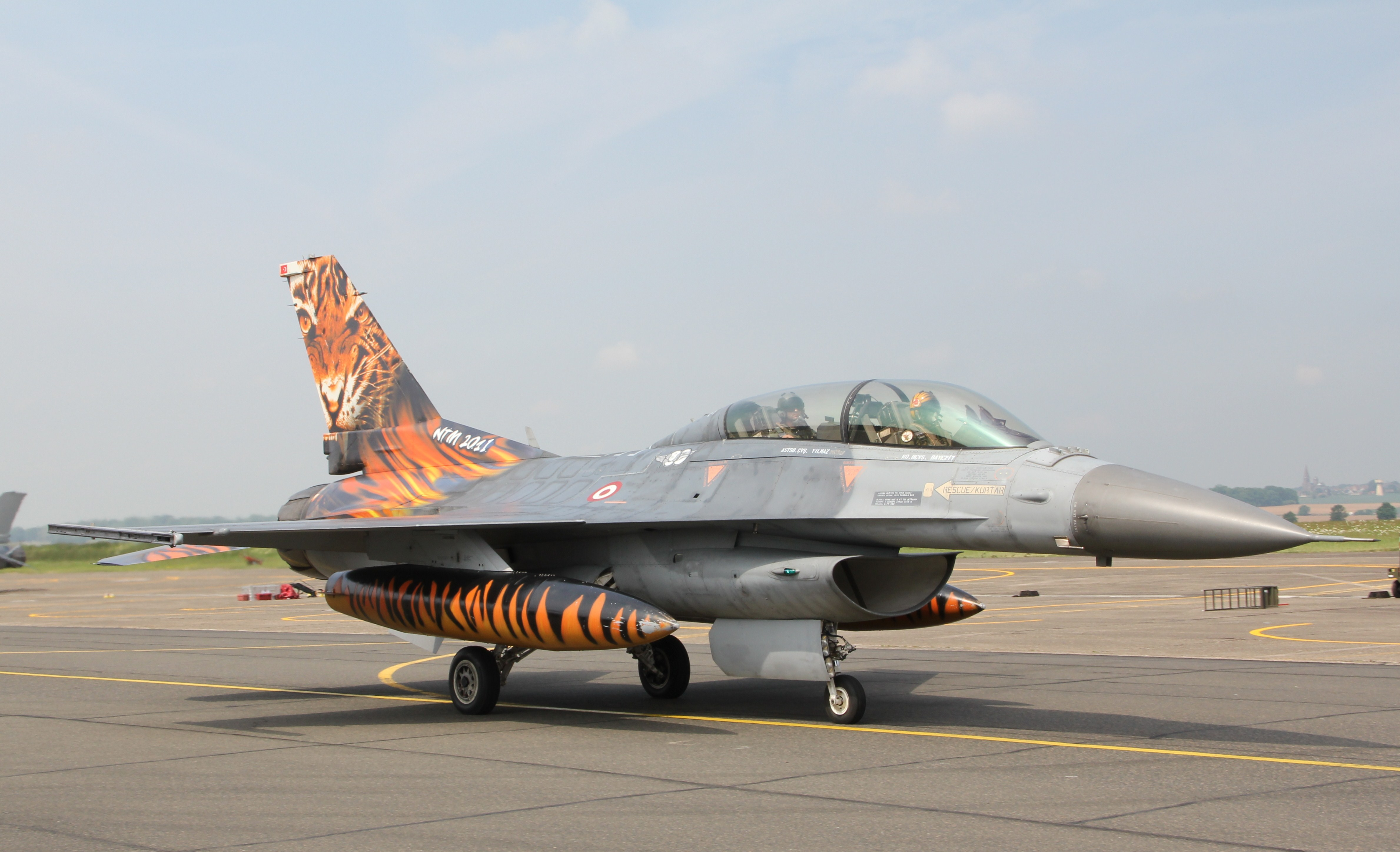
F-16DJ
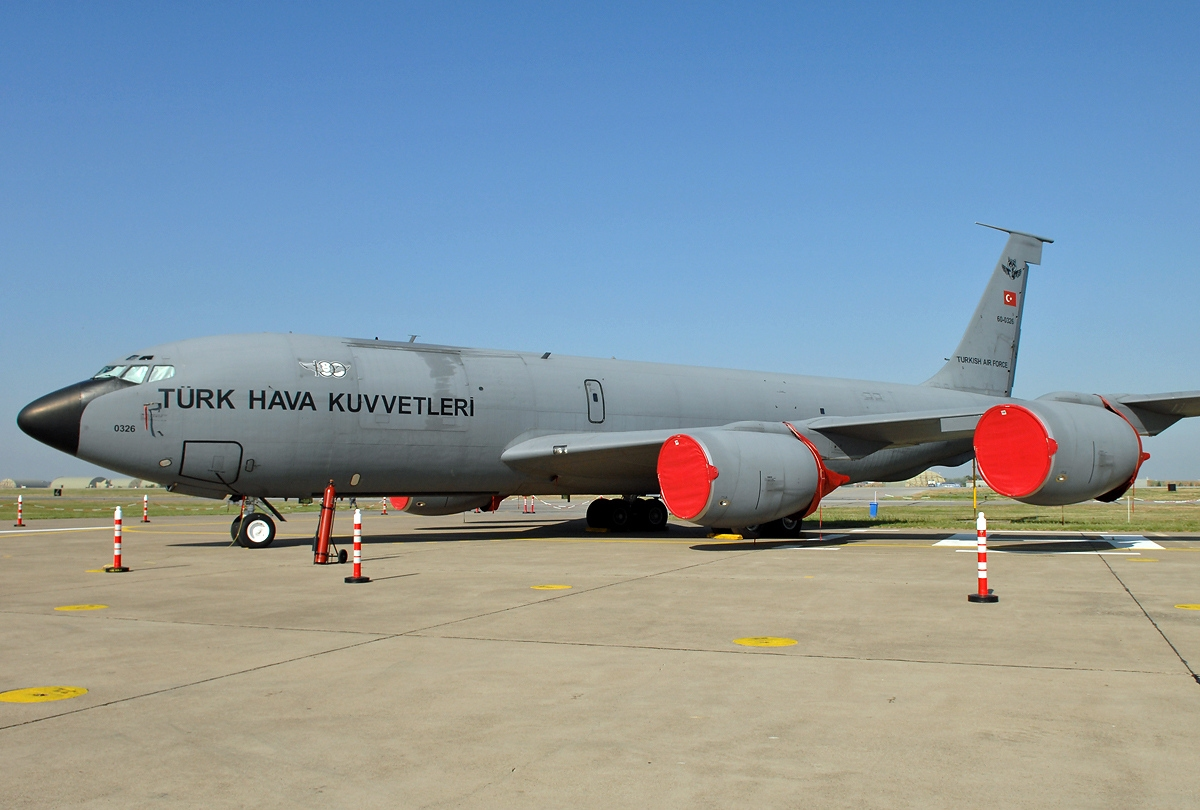
Boeing KC-135R Stratotanker
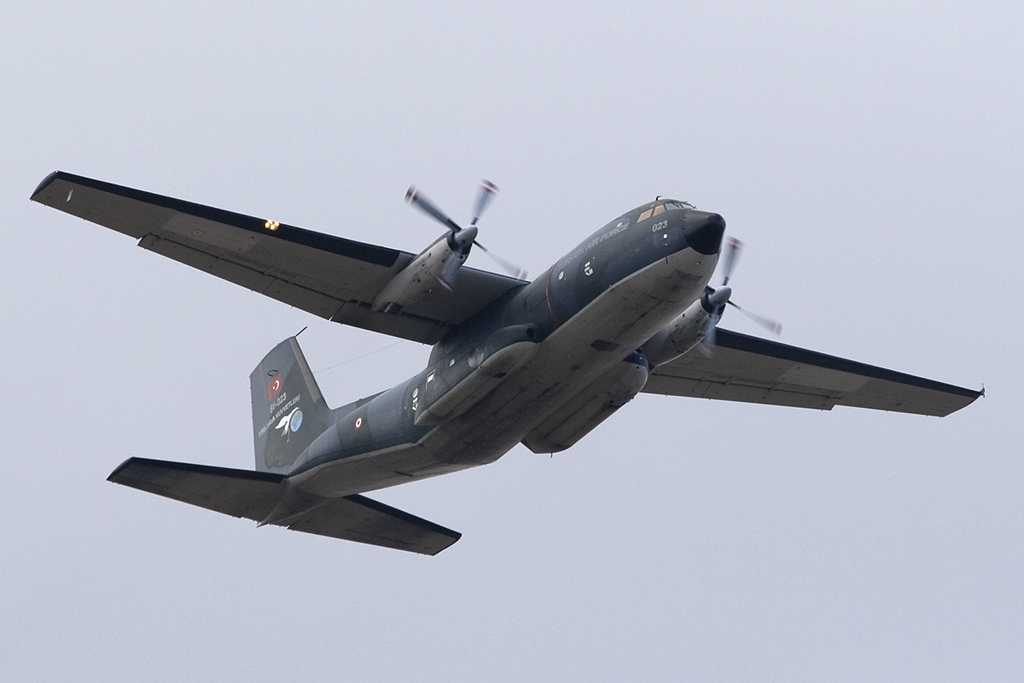
C-160D
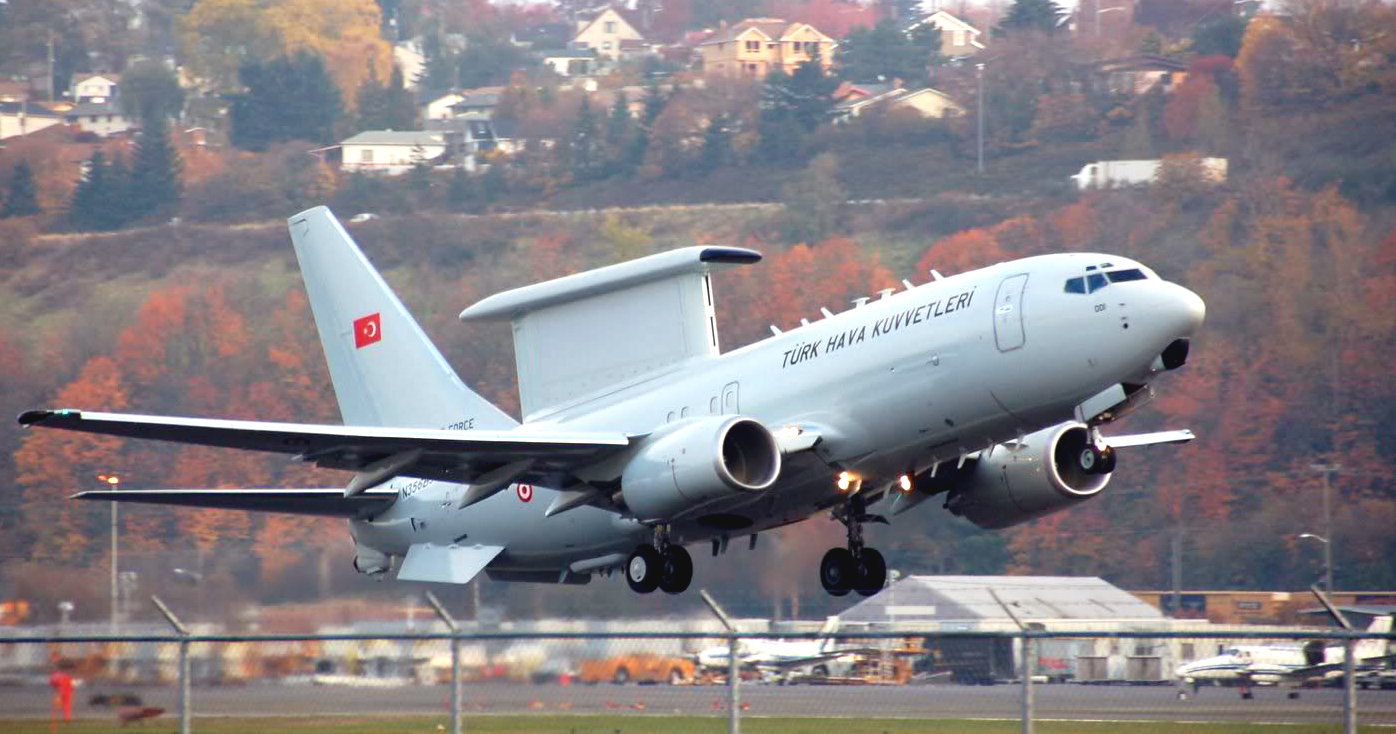
Boeing 737 AEW&C Peace Eagle

## Факты
- Ведётся разработка собственного истребителя пятого поколения TF-X.